# Ben Tucker
Benjamin Mayer „Ben“ Tucker (* 13. Dezember 1930 in Nashville, Tennessee; † 4. Juni 2013 auf Hutchinson Island, Georgia) war ein US-amerikanischer Jazzmusiker (Bassist, Komposition).

## Werdegang
Tucker studierte 1948/49 Tuba und schloss an der Tennessee State University mit einem Master ab. Er ging dann in seine Geburtsstadt zurück und spielte dort zwei Jahre in Clubs. In den 1950er Jahren  arbeitete er einige Jahre in Los Angeles, zunächst in der Band von Warne Marsh, kurz bei Art Pepper und dann mit Carl Perkins. Er ging 1959 nach New York und spielte dort u. a. mit Roland Hanna; dann begleitete er die Sängerin Chris Connor und bildete mit Freddie Gambrell ein Duo. In den 1960er Jahren arbeitete er mit Mary Lou Williams (Black Christ of the Andes, 1964), Herbie Mann und Billy Taylor zusammen, in den 1970er Jahren mit Yusef Lateef, Marian McPartland, Illinois Jacquet oder Pat Martino. Auch nahm er Schallplatten mit Gerry Mulligan, Lou Donaldson, Dexter Gordon, Grant Green, Gil Evans und unter eigenem Namen auf. Sein größter Hit war Comin' Home Baby! von 1961; der Song, den er mit Bob Dorough schrieb, war ein Erfolgstitel für Mel Tormé und wurde auch von Quincy Jones, Hank Jones und Michael Bublé aufgenommen. Im Bereich des Jazz war er laut Tom Lord zwischen 1956 und 2006 an 125 Aufnahmesessions beteiligt, zuletzt  mit dem Pianisten David Duckworth (I Remember You : A Pianist's Tribute to Johnny Mercer).
Neben der Musik war Golf Tuckers große Leidenschaft. Er starb im Juni 2013 bei einem Verkehrsunfall, als das von ihm gefahrene Golfmobil von einem anderen Fahrzeug gerammt wurde.